# Lynnville (Indiana)
Lynnville est une municipalité située dans le comté de Warrick, dans l’État de l'Indiana, aux États-Unis. Lors du recensement de 2020, elle comptait 830 habitants.